# Scopula antankarana
Scopula antankarana là một loài bướm đêm trong họ Geometridae.